# Burn After Reading – Wer verbrennt sich hier die Finger?
Burn After Reading – Wer verbrennt sich hier die Finger? ist eine US-amerikanische schwarze Komödie aus dem Jahr 2008. Regie führten Ethan und Joel Coen, die auch das Drehbuch schrieben, den Film produzierten sowie unter ihrem gemeinsamen Pseudonym Roderick Jaynes den Schnitt übernahmen.

## Handlung
Weil man ihm ein Alkoholproblem vorwirft und ihn auf eine unbedeutende Position versetzen will, quittiert der in die Jahre gekommene CIA-Analyst Osborne „Ozzie“ Cox seinen Dienst. Seine Ehefrau Katie, die ihn mit dem ehemaligen Personenschützer Harry Pfarrer betrügt, strebt daraufhin die Scheidung an. Um belastendes Material gegen ihren Mann zu sammeln, kopiert sie für ihren Rechtsanwalt allerlei Daten aus Ozzies Computer auf eine CD. Darunter sind auch Entwürfe zu einem Buch mit seinen Memoiren, mit denen Ozzie inzwischen begonnen hat. Die Sekretärin des Rechtsanwalts verliert den Datenträger beim Umziehen im Fitnessstudio. Die Daten-CD gelangt so in den Besitz des naiven Studio-Mitarbeiters Chad Feldheimer, der den Inhalt für Top-Secret-Geheimdienstinformationen hält. Seine Kollegin Linda Litzke überzeugt ihn, den Ex-CIA-Mann zu erpressen. Sie erhofft sich auf diesem Weg eine Finanzierung für mehrere geplante Schönheitsoperationen, die ihre Krankenversicherung nicht bezahlen will. Der von ihnen kontaktierte Cox stellt jedoch eindeutig klar, dass er zu einem Handel unter keinen Umständen bereit ist. Linda bleibt hartnäckig und fährt mit Chad zur russischen Botschaft, um dort einen Deal einzufädeln. Über einen Verbindungsmann in der Botschaft erhält die CIA Wind davon, doch zunächst will man dort die Vorgänge nur beobachten und nicht aktiv werden. Währenddessen lernen sich Katies Liebhaber Harry und Linda über eine Internet-Kontaktbörse kennen, und er beginnt auch mit ihr eine Affäre.
Bei einem missglückten Einbruch in Cox’ Haus wird Chad auf der Suche nach weiteren verkäuflichen Informationen von Harry überrascht und in einem Wandschrank versehentlich erschossen. Harry lässt die Leiche verschwinden. Linda überredet ihren heimlich in sie verliebten Chef Ted, nach Chad und weiteren Daten zu suchen. Inzwischen erfährt Harry von Scheidungsabsichten seiner Frau – die ihn ebenfalls betrügt – und wendet sich trostsuchend Linda zu, die ihn wiederum bittet, den spurlos verschwundenen Chad zu suchen. Als sie ihm aber die Adresse nennt, zu welcher Chad zuletzt unterwegs war, glaubt er, dass sie ihn ausspioniert und dass ihm eine ganze Meute auf den Fersen sei. Da ihm nun klar wird, dass es just dieser Chad war, den er erschossen hat, gerät er in Panik und beschließt, sich nach Venezuela abzusetzen. Da er von der CIA auf eine Beobachtungsliste gesetzt wurde, wird er allerdings zunächst am Flughafen Washington-Dulles festgehalten.
Ozzie Cox hat inzwischen seine Scheidungspapiere zugestellt bekommen und muss auf seiner Segelyacht übernachten. Als er die verschlossene Haustür seines eigenen Hauses aufbricht, findet er dort Ted an seinem Computer vor. Er schießt ihn an, schlägt den Flüchtenden auf offener Straße mit einer Axt nieder und verletzt ihn tödlich. Im CIA-Hauptquartier kann man sich keinen Reim darauf machen, was eigentlich hinter diesen Verwicklungen steckt: Cox liegt im Koma, nachdem er bei dem Mord an Ted von einem CIA-Agenten, der eigentlich nur beobachten sollte, angeschossen wurde. Linda fordert für ihre Kooperation mit der CIA die Bezahlung ihrer Schönheitsoperationen, was ein hoher Verantwortlicher sogar entnervt genehmigt. Auch der paranoide Harry wird einfach ziehen gelassen. Am Ende einigen sich die beiden CIA-Abteilungsleiter darauf, dass es derartige Vorkommnisse nie wieder geben dürfe, obwohl sie gar nicht wissen, was da genau passiert ist.

## Kritiken
Die Agentur Associated Press bezeichnete den Film in einer Meldung als eine „schwarze Spionagekomödie“.
Das Empire Magazine schrieb, beruhend auf einem Preview im Februar 2008, die Coen-Brüder seien in Hochform („back at their best“); außerdem wurden die Darsteller John Malkovich, Brad Pitt, George Clooney und Frances McDormand gelobt.
Das Lexikon des internationalen Films sah eine „aberwitzige Geheimdienst-Farce“, die „mit absurden Charakteren, bizarren Dialogen und punktgenauer Situationskomik“ ein „souveränes, ins Makaber-Groteske changierendes Spiel mit Genremustern“ entfalte, „das mal derb, mal ironisch-liebevoll den uramerikanischen ,Pursuit of Happiness‘ aufs Korn nimmt“.
Wolfgang Höbel schrieb im Spiegel, der Film sorge „für fröhliches Gebrüll“. Er sei ein „toller, prächtig geölter Komödienstreich, der einem nur in ganz seltenen Momenten auf die Nerven“ gehe, wenn die Regisseure sich „allzu sehr in ihrer eigenen Brillanz sonnen“.

## Hintergründe
Der Film wurde u. a. in New York City und in Washington, D.C. gedreht. Die Dreharbeiten begannen am 27. August 2007 und wurden am 30. Oktober 2007 beendet, aufgrund schlechten Wetters mussten sie um einen Tag verlängert werden. Das Empire Magazine schätzte die Produktionskosten im Februar 2008 auf ca. 50 Mio. US-Dollar, es ging von Kinoeinnahmen in Höhe von 50 Mio. US-Dollar in den USA und 180 Mio. US-Dollar weltweit aus.
Die Premiere sollte nach ersten Planungen 2008 auf den Internationalen Filmfestspielen von Cannes stattfinden. Der Film war jedoch zu diesem Zeitpunkt noch nicht fertig, Premiere feierte er dann am 27. August 2008 zur Eröffnung der 65. Internationalen Filmfestspiele von Venedig. Allgemeiner Kinostart in den USA war am 12. September 2008, in Deutschland lief der Film ab dem 2. Oktober 2008. Bis Ende 2008 spielte der Film weltweit etwa 155 Mio. US-Dollar ein, darunter ca. 60 Mio. US-Dollar in den Kinos der USA.
Entgegen Berichten basiert der Film nicht auf den Memoiren von Stansfield Turner, sondern trägt nur einen ähnlichen Titel.
Eine akustische Bildbeschreibung für Fernsehausstrahlungen entstand 2012. Sie wurde von Andreas Sparberg gesprochen. Die Produktion lag bei den Firmen Degeto und Audioskript.

## Auszeichnungen
Golden Globe Awards 2009 (Nominierungen)
- Bester Film – Komödie/Musical
- Beste Hauptdarstellerin – Komödie/Musical (Frances McDormand)

British Academy Film Awards 2009 (Nominierungen)
- Bester Nebendarsteller (Brad Pitt)
- Beste Nebendarstellerin (Tilda Swinton)
- Bestes Original-Drehbuch